# Val-Maravel
 Val-Maravel  es una población y comuna francesa, en la región de Ródano-Alpes, departamento de Drôme, en el distrito de Die y cantón de Luc-en-Diois.

## Demografía
| 83 | 59 | 48 | 43 | 41 | 43 |
| Para los censos de 1962 a 1999 la población legal corresponde a la población sin duplicidades (Fuente: INSEE [Consultar]) |    |    |    |    |    |